# Walter Berry
Walter Berry (8. dubna 1929 Vídeň – 27. října 2000 tamtéž) byl rakouský operní pěvec (basbaryton).

## Život
Berry navštěvoval v dětství klavírní kurs a zpíval sóla v chrámovém sboru. Od roku 1946, studoval u Hermanna Gallose na hudební Akademii ve Vídni a v roce 1949 vystoupil v malých rolích v souboru Vídeňské státní opery. Ze stejné doby jsou datovány jeho první rozhlasové nahrávky.
V roce 1952 poprvé zpíval roli Papagena v Mozartově Kouzelné flétně, jako faktický nástupce Ericha Kunze. Od roku 1953, se vystupoval pravidelně na Salcburském festivalu, nejprve v menších rolích. Mezinárodního uznání dosáhl v roce 1955, když v rámci znovuotevření Vídeňské státní opery zpíval titulní roli v opeře Albana Berga Wozzeck.
Od roku 1957 začal zpívat v předních operních domech v Evropě. Od roku 1960, zpíval – kromě jeho nikdy nekončícího angažmá ve Vídeňské státní opeře (kde ztělesnil více než 77 rolí) – pravidelně v Německé opeře v Berlíně a Bavorské státní opeře v Mnichově. Od roku 1966 zpíval v Metropolitní opeře v New Yorku. Při písňových recitalech vystupoval společně s klavíristy Sebastianem Peschko a s Erikem Werba.
Zejména v 60. letech 20. století byl považován za předního světového zpěváka především komických basbarytonových rolí v operách W. A. Mozarta, jako Papageno v Kouzelné flétně, jako Figaro v Le nozze di Figaro, Leporello v Donu Giovannim. Kromě toho zpíval role wagnerovské (jako jsou Kurwenal v Tristanovi a Isoldě nebo Wotan v Prstenu Nibelungově), straussovské (Ochs v Růžovém kavalíru, Barak v Ženě bez stínu, La Roche v Capricciu) nebo roli Dona Pizarra v Beethovenově Fideliovi. Zpíval i moderní role jako Wozzeck nebo Modrovous v Bartókově Mrovousově hradu (v maďarštině). Svou vysněnou roli Hans Sachse ve Wagnerově opeře Mistři pěvci norimberští na Bayreuthském festivalu se mu ale nepodařilo získat.
Během své dlouhé kariéry zpíval celkem přes 120 rolí. Vedle opery vystupoval v oratoriích a písňových recitalech, zejména s díly Franze Schuberta a Gustava Mahlera. Kromě svého hudebního projevu byl znám pro svůj smysl pro humor; je známo, že někteří jeho kolegové měli obavu z jeho jevištních žertů. Vedle sólového vystupování se věnoval i pedagogické činnosti; od roku 1990 byl profesorem na Universität für Musik und darstellende Kunst Wien. Mezi jeho studenty patří Angelika Kirchschlager, Adrian Eröd, Hans Peter Kammerer, Markus Werba nebo Petra-Maria Schnitzer.
V roce 1957 se oženil s proslulou mezzosopranistkou Christou Ludwig a v roce 1959 se jim narodil syn Wolfgang; v roce 1970 se manželé rozvedli. Berry byl poté ještě dvakrát ženatý, naposledy se svou žačkou, sopranistkou Elisabeth Flechl. V roce 1963 byl jmenován komorním pěvcem (Kammersänger) a získal řadu dalších ocenění. V roce 1998 vystoupil v jednom díle detektivního seriálu Místo činu.
Zemřel ve věku 71 let na infarkt ve svém vídeňském bytě, ve kterém žil se svou třetí ženou. Byl pochován na Heiligenstädter Friedhof ve Vídni (sekce A, skupina 1, řada 263). V roce 2007 po něm byla pojmenována ulice v okrsku Döbling (19. obvod).

## Ocenění
- 1963 titul Kammersänger
- 1969: Mozartova medaile  města Vídně[2]
- čestné členství v Evropském sdružení hlasových pedagogů (European Voice Teachers Association, EVTA)

## Walter Berry a Česká republika
Walter Berry vystoupil v České republice v těchto inscenacích:
- 29. října 1987, Leporello, Wolfgang Amadeus Mozart: Don Giovanni - koncertní provedení, Česká filharmonie, dirigent: Václav Neumann, Mozartovy dny, Dvořákova síň Domu umělců
- 27. května 1988, Leporello, Wolfgang Amadeus Mozart: Don Giovanni, Pražské jaro 1988, Smetanovo divadlo, dirigent: Zdeněk Košler, režie Václav Kašlík[3]